# Ronco all’Adige
Ronco all’Adige (deutsch veraltet: Runken) ist eine norditalienische Gemeinde (comune) mit 6029 Einwohnern (Stand 31. Dezember 2023) in der Provinz Verona in Venetien. Die Gemeinde liegt etwa 22 Kilometer südöstlich von Verona an der Etsch (ital. Adige).

## Geschichte
Mit der Zerstörung eines Dorfes im Gemeindegebiet wurde 589 der heutige Ort Ronco begründet. Ronco war der Stammsitz der Familie Sambonifacio, die im Hochmittelalter von gewisser Bedeutung für den Veroneser Raum war. Eine erneute Zerstörung widerfuhr der Gemeinde, als im Jahre 1117 die Erde bebte.

## Wirtschaft
Die Gemeinde lebt durch den Anbau von Äpfeln und Birnen sowie Spargel.